# Тоні Муньйос
Антоніо «Тоні» Муньйос Гомес (ісп. Antonio "Toni" Muñoz Gómez, нар. 4 лютого 1968, Кордова) — іспанський футболіст, що грав на позиції лівого захисника, зокрема за «Атлетіко», а також за національну збірну Іспанії.

## Клубна кар'єра
Народився 4 лютого 1968 року в місті Кордова. Вихованець юнацьких команд футбольних клубів «Наранхо» та «Кордова».
У дорослому футболі дебютував 1987 року виступами за головну команду останнього, в якій провів один сезон.
1988 року перейшов до системи мадридського «Атлетіко», де протягом двох років виступав за другу команду, «Атлетіко Мадриленьйо».
З 1990 року почав залучатися до складу головної команди «Атлетіко», а вже за рік став у ній основним виконавцем на позиції лівого захисника. Відіграв за «матрацників» 11 сезонів, взявши за цей час участь у понад 250 матчах Ла-Ліги. Зокрема виходив на поле у 40 із 42 ігор чемпіонату у переможному для «Атлетіко» сезоні 1995/96. Також тричі ставав з мадридцями володарем Кубка Іспанії. Завершив професійну кар'єру футболіста у 2001 році.

## Виступи за збірну
1992 року дебютував в офіційних матчах у складі національної збірної Іспанії.
Загалом протягом двох років, провів у формі збірної 10 матчів, забивши 2 голи.

## Титули і досягнення
- Чемпіон Іспанії (1):

«Атлетіко»: 1995-1996
- Володар Кубка Іспанії (3):

«Атлетіко»: 1990-1991, 1991-1992, 1995-1996